# Liste der denkmalgeschützten Objekte in Sankt Martin an der Raab
Die Liste der denkmalgeschützten Objekte in Sankt Martin an der Raab enthält die 19 denkmalgeschützten, unbeweglichen Objekte der Gemeinde Sankt Martin an der Raab im Burgenland (Bezirk Jennersdorf).

## Denkmäler
| Foto |                 | Denkmal                                                                                  | Standort                                                                        | Beschreibung | Metadaten |
| ---- | --------------- | ---------------------------------------------------------------------------------------- | ------------------------------------------------------------------------------- | --- | --- |
| ja   | Datei hochladen | Wegkapelle HERIS-ID: 15386 Objekt-ID: 11630seit 15. Oktober 2002                         | Standort KG: Doiber                                                             | | BDA-Hist.: Q37775396 Status: § 2a Stand der BDA-Liste: 2025-06-30 Name: Wegkapelle GstNr.: 225 Wegkapelle Doiber                                                                      |
| ja   | Datei hochladen | Wegkapelle HERIS-ID: 15389 Objekt-ID: 11633seit 15. Oktober 2002                         | Standort KG: Gritsch                                                            | | BDA-Hist.: Q37775425 Status: § 2a Stand der BDA-Liste: 2025-06-30 Name: Wegkapelle GstNr.: 1 Wegkapelle Gritsch                                                                       |
| ja   | Datei hochladen | Kath. Pfarrkirche hl. Martin HERIS-ID: 15276 Objekt-ID: 11519seit 15. Oktober 2002       | Eisenberg an der Raab, Kirchenzipf 10 Standort KG: Neumarkt an der Raab         | Das auf einer Anhöhe oberhalb des Marktortes stehende Kirchengebäude wurde 1746 errichtet. Es ist ein Saalbau mit Halbkreisapsis, der im Westen von einem pilastergeschmückten Fassadenturm mit Zwiebelhelm und Laterne bekrönt ist.                                                                                         | BDA-Hist.: Q15124731 Status: § 2a Stand der BDA-Liste: 2025-06-30 Name: Kath. Pfarrkirche hl. Martin GstNr.: 2847 Pfarrkirche St. Martin an der Raab                                  |
| ja   | Datei hochladen | Fruchtspeicher HERIS-ID: 15286 Objekt-ID: 11529                                          | Eisenberg an der Raab, bei Mitterberg 14 Standort KG: Neumarkt an der Raab      | | BDA-Hist.: Q37773840 Status: Bescheid Stand der BDA-Liste: 2025-06-30 Name: Fruchtspeicher GstNr.: 2996 Fruchtspeicher - Eisenberg an der Raab                                        |
| ja   | Datei hochladen | Bauernhaus HERIS-ID: 15282 Objekt-ID: 11525                                              | Neumarkt an der Raab, Hafnerweg 15 Standort KG: Neumarkt an der Raab            | | BDA-Hist.: Q37773738 Status: Bescheid Stand der BDA-Liste: 2025-06-30 Name: Bauernhaus GstNr.: 558 Bauernhaus Hafnerweg 15 - Neumarkt, Sankt Martin an der Raab                       |
| ja   | Datei hochladen | Dorfgalerie, Ehem. Schule HERIS-ID: 24943 Objekt-ID: 21356seit 15. Oktober 2002          | Neumarkt an der Raab, Hauptstraße 43 Standort KG: Neumarkt an der Raab          | | BDA-Hist.: Q37888783 Status: Bescheid Stand der BDA-Liste: 2025-06-30 Name: Dorfgalerie, Ehem. Schule GstNr.: 164 Ehem. Schule, Dorfgalerie Neumarkt 43                               |
| ja   | Datei hochladen | Pauli-/Heimathaus HERIS-ID: 12064 Objekt-ID: 8198                                        | Neumarkt an der Raab, Hauptstraße 45 Standort KG: Neumarkt an der Raab          | | BDA-Hist.: Q38121043 Status: Bescheid Stand der BDA-Liste: 2025-06-30 Name: Pauli-/Heimathaus GstNr.: 161 Hauptstraße 45, Neumarkt an der Raab                                        |
| ja   | Datei hochladen | Anlage Künstlerdorf Neumarkt an der Raab HERIS-ID: 256138seit 2024                       | Neumarkt an der Raab, Hauptstraße 45 Standort KG: Neumarkt an der Raab          | Zusätzlich zu einzelnen alten Bauernhöfen und Stadeln, die bereits unter Schutz standen, wurde hier die Gesamtanlage unter Schutz gestellt. | BDA-Hist.: Q56450955 Status: Bescheid Stand der BDA-Liste: 2025-06-30 Name: Anlage Künstlerdorf Neumarkt an der Raab GstNr.: 160, 161, 164 Künstlerdorf Neumarkt an der Raab          |
| ja   | Datei hochladen | Bauernhaus, Atelierhaus (Daxhaus) HERIS-ID: 15284 Objekt-ID: 11527                       | Neumarkt an der Raab, Jennersdorfer Straße 8 Standort KG: Neumarkt an der Raab  | | BDA-Hist.: Q37773758 Status: Bescheid Stand der BDA-Liste: 2025-06-30 Name: Bauernhaus, Atelierhaus (Daxhaus) GstNr.: 359/1 Bauernhaus Neumarkt 8, Sankt Martin an der Raab           |
| ja   | Datei hochladen | Bauernhaus HERIS-ID: 15283 Objekt-ID: 11526                                              | Neumarkt an der Raab, Jennersdorfer Straße 10 Standort KG: Neumarkt an der Raab | | BDA-Hist.: Q37773747 Status: Bescheid Stand der BDA-Liste: 2025-06-30 Name: Bauernhaus GstNr.: 541                                                                                    |
| ja   | Datei hochladen | Alte Kernmühle/Ölmühle HERIS-ID: 15285 Objekt-ID: 11528                                  | Neumarkt an der Raab, Jennersdorfer Straße 11 Standort KG: Neumarkt an der Raab | | BDA-Hist.: Q37773787 Status: Bescheid Stand der BDA-Liste: 2025-06-30 Name: Alte Kernmühle/Ölmühle GstNr.: 550                                                                        |
| ja   | Datei hochladen | Schloss Batthyany HERIS-ID: 15281 Objekt-ID: 11524                                       | Neumarkt an der Raab, Schlossberg 1 Standort KG: Neumarkt an der Raab           | Das 1846 erbaute zweigeschoßige Schloss steht auf einer Anhöhe südlich des Ortes. Es weist einen dreiachsigen Giebelrisaliten und an den Ecken schräggestellte Türmchen auf. Die Fassade ist durch Rundbogen- und Rechteckfenster sowie Bändern gegliedert. An der Rückseite befindet sich ein zwanzig Jahre jüngerer Zubau. | BDA-Hist.: Q37773728 Status: Bescheid Stand der BDA-Liste: 2025-06-30 Name: Schloss Batthyany GstNr.: 2337                                                                            |
| ja   | Datei hochladen | Alter Pfarrhof (Wohnhaus, Stall und Wirtschaftsgebäude) HERIS-ID: 15278 Objekt-ID: 11521 | Oberdrosener Straße 8 Standort KG: Neumarkt an der Raab                         | | BDA-Hist.: Q37773697 Status: Bescheid Stand der BDA-Liste: 2025-06-30 Name: Alter Pfarrhof (Wohnhaus, Stall und Wirtschaftsgebäude) GstNr.: 2853 Alter Pfarrhof, Neumarkt an der Raab |
| ja   | Datei hochladen | Wegkapelle HERIS-ID: 15395 Objekt-ID: 11639seit 15. Oktober 2002                         | Standort KG: Neumarkt an der Raab                                               | Die kleine Giebelkapelle im Osten des Ortes wurde laut Inschrift 1812 erbaut. | BDA-Hist.: Q37775528 Status: § 2a Stand der BDA-Liste: 2025-06-30 Name: Wegkapelle GstNr.: 114                                                                                        |
| ja   | Datei hochladen | Wegkapelle HERIS-ID: 15399 Objekt-ID: 11643seit 15. Oktober 2002                         | Standort KG: Oberdrosen                                                         | | BDA-Hist.: Q37775635 Status: § 2a Stand der BDA-Liste: 2025-06-30 Name: Wegkapelle GstNr.: 963 Wegkapelle Oberdrosen, Sankt Martin an der Raab                                        |
| ja   | Datei hochladen | Anwesen Walter Pichler HERIS-ID: 15384 Objekt-ID: 11628seit 2020                         | Schaffereck 38 Standort KG: St. Martin an der Raab                              | Der Gebäudekomplex entstand nach 1972 als Wohn- und Atelierhaus von und für Walter Pichler sowie als Häuser für seine Skulpturen. Es handelt sich unter anderem um das Haus für den Wagen, das Haus für den Rumpf und die Schädeldecken und das Haus für die bewegliche Figur.                                               | BDA-Hist.: Q105640669 Status: Bescheid Stand der BDA-Liste: 2025-06-30 Name: Anwesen Walter Pichler GstNr.: 622/1, 623, 624 Anwesen Walter Pichler                                    |
| ja   | Datei hochladen | Ortskapelle hl. Vitus HERIS-ID: 15288 Objekt-ID: 11531seit 15. Oktober 2002              | Welten, Deutscheck 20 Standort KG: Welten                                       | Die Ortskapelle zum hl. Vitus wurde 1878 erbaut. | BDA-Hist.: Q37773879 Status: § 2a Stand der BDA-Liste: 2025-06-30 Name: Ortskapelle hl. Vitus GstNr.: 1949 Ortskapelle hl. Vitus (Welten)                                             |
| ja   | Datei hochladen | Wirtschaftsgebäude, sog. Kellerstöckl HERIS-ID: 15287 Objekt-ID: 11530                   | Welten, Hauptstraße 13 Standort KG: Welten                                      | Der freistehende zweigeschoßige Bau des Kellerstöckls mit einem Rundbogentor stammt aus der 1. Hälfte des 19. Jahrhunderts. | BDA-Hist.: Q37773862 Status: Bescheid Stand der BDA-Liste: 2025-06-30 Name: Wirtschaftsgebäude, sog. Kellerstöckl GstNr.: 218                                                         |
| ja   | Datei hochladen | Glockenstuhl HERIS-ID: 13730 Objekt-ID: 9940seit 15. Oktober 2002                        | Standort KG: Welten                                                             | Der hölzerne Glockenstuhl auf einem Hügel über dem Ort stammt vermutlich aus dem 19. Jahrhundert. | BDA-Hist.: Q38184813 Status: § 2a Stand der BDA-Liste: 2025-06-30 Name: Glockenstuhl GstNr.: 199/1                                                                                    |